# NGC 5153
NGC 5153 је елиптична галаксија у сазвежђу Хидра која се налази на NGC листи објеката дубоког неба.
Деклинација објекта је - 29° 37' 4" а ректасцензија 13h 27m 54,3s. Привидна величина (магнитуда) објекта NGC 5153 износи 11,9 а фотографска магнитуда 12,9. Налази се на удаљености од 44,415 милиона парсека од Сунца. NGC 5153 је још познат и под ознакама ESO 444-45, MCG -5-32-25, PGC 47194.